# ليخوسلافل
ليخوسلافل (بالروسية: Лихославль) هي إحدى مدن روسيا في الكيان الفدرالي الروسي تفير أوبلاست.